# Reimar Schefold
Reimar Schefold (* 1938 in Basel) ist ein schweizerischer Kulturanthropologe. Er ist emeritierter Professor für Kulturanthropologie und Soziologie Indonesiens an der Universität Leiden. 
Reimar Schefold ist ein Sohn des klassischen Archäologen Karl Schefold und Enkel des bekannten Ethnologen Karl von den Steinen. Er promovierte 1965 in Basel mit einer Arbeit über den Kunststil in der Sepik-Region Papua-Neuguineas. Verschiedene Feldforschungen, unterstützt vom Schweizerischen Nationalfonds, führten ihn zwischen 1966 und 1969 auf die indonesischen Mentawai-Inseln. Mehrere Jahre verbrachte er bei dem Volk der Sakuddei auf der Insel Siberut und studierte ihr Leben im tropischen Regenwald.
Schefold wurde 1973 Dozent für Kulturanthropologie an der Vrije Universiteit Amsterdam. Er wurde 1989 zum Professor für Kulturanthropologie und Soziologie Indonesiens an der Universität Leiden ernannt. Ab 1986 war Schefold Vorstandsmitglied und später Vorsitzender des Koninklijk Instituut voor Taal-, Land- en Volkenkunde (KITLV; Royal Netherlands Institute for Southeast Asian and Caribbean Studies). Nach seiner Emeritierung war er als Gastwissenschaftler an der Abteilung für Umwelt und Entwicklung der Universität Leiden tätig.
Er schrieb eine Vielzahl von Büchern, u. a. über religiöse Vorstellungen, traditionelle Kultur, Lieder und Kopfjagd. Einen weiteren Forschungsschwerpunkt bildet traditionelle Architektur. Seine besonderen thematischen Interessen sind die Symbolische Anthropologie, die materielle Kultur und die Ethnizität. Reimar Schefold lebt mit seiner Familie in Amsterdam. Er verwahrt auch den Nachlass seines Onkels Helmut von den Steinen.

## Schriften (Auswahl)
- Ein bedrohtes Paradies. Meine Jahre bei den Sakuddei in Indonesien. Quintus-Verlag, Berlin 2017, ISBN 978-3-945256-91-6.
- mit Peter Homan u. a.: Indonesia apa kabar? Alte Traditionen – neue Zeit. Edu' Actief, Meppel 1990.
- Lia – das große Ritual auf der Mentawai-Inseln (Indonesien). Reimer, Berlin 1988.
- Für die Seele. In: Wolfgang Frommel: Drei Meditationen. Stichting Castrum Peregrini, Amsterdam 1983.
- Spielzeug für die Seelen – Kunst und Kultur der Mentawai-Inseln (Indonesien). Katalog einer Sonderausstellung im Helmhaus Zürich. Museum Rietberg, Zürich 1980.
- mit Ueli Nagel und Brigitta Hauser-Schäublin: Sei gut zu deiner Seele: Leben im tropischen Regenwald: das Beispiel der Sakuddei („Be nice to your soul: life in the tropical rain forest: the example of Sakuddei“). Unterrichtshilfe des WWF-Lehrerservice und der Schulstelle Dritte Welt. WWF-Lehrerservice, Zürich 1982.
- Versuch einer Stilanalyse der Aufhängehaken vom Mittleren Sepik in Neu-Guinea (= Basler Beiträge zur Ethnologie. Band 4). Pharos-Verlag, Basel 1966.